# Balenahalli, Sira
Balenahalli là một làng thuộc tehsil Sira, huyện Tumkur, bang Karnataka, Ấn Độ.